# 曼索門

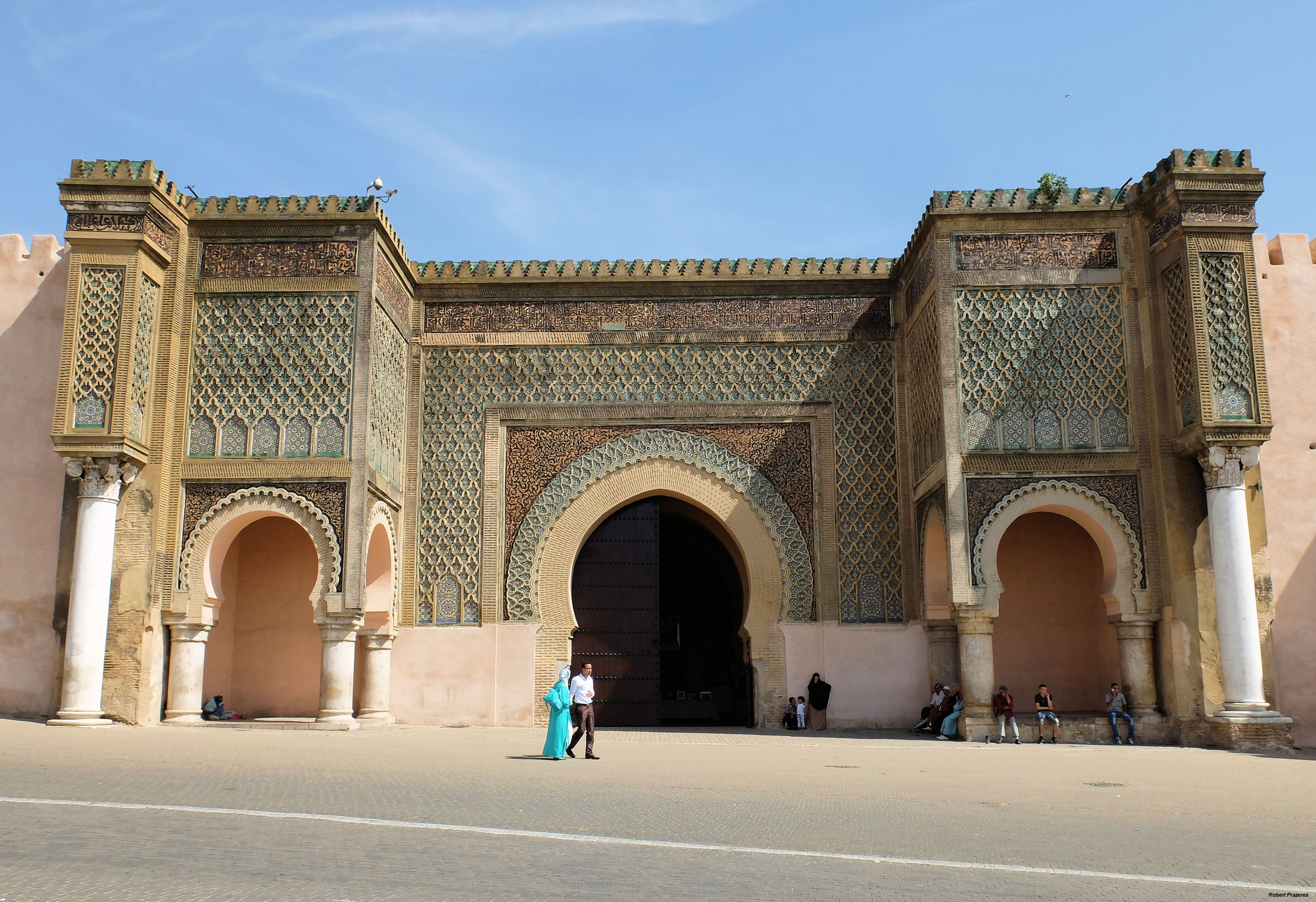
曼索門的正面

曼索門（阿拉伯语：‎）是摩洛哥梅克內斯老城的正門，位於埃爾赫迪姆廣場的南側，原是蘇丹穆萊伊斯梅爾古堡（皇家城堡）的主要入口 ，建於17世紀末和18世紀初。現今，它是梅克內斯市最著名和最受推崇的地標之一。

## 簡介
這座大門始建於阿拉維王朝穆萊·伊斯梅爾統治的後期，於1732年由他的兒子穆萊·阿卜杜拉完成。大門的目的是儀式性而非防禦性，旨在給遊客留下深刻印象.。它的名字來源於大門的建築師和設計師曼索（Mansour al-'Alj，“勝利的背道者”），他是一名皈依伊斯蘭教的前基督徒。